# Joseph Bautz
Joseph Bautz (auch Josef; * 20. November 1843 in Keeken bei Kleve; † 19. März 1917 in Münster) war ein deutscher römisch-katholischer Priester und Theologe.

## Leben

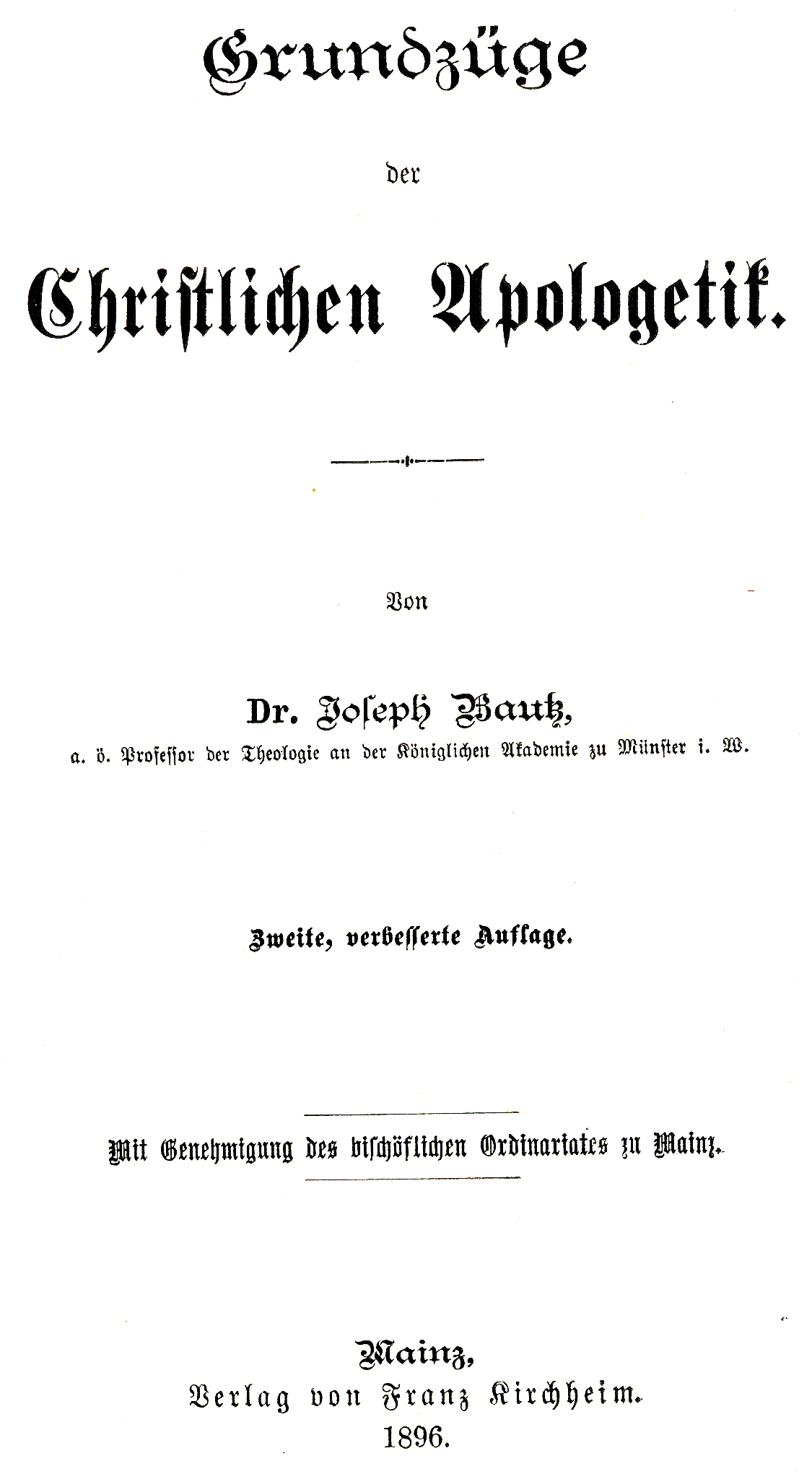
Grundzüge der Christlichen Apologetik, 2. Auflage, 1896 (Titelseite)

Nach dem Abitur am Collegium Augustinianum Gaesdonck studierte Bautz von 1863 bis 1867 an der Königlichen Theologischen und Philosophischen Akademie in Münster Philosophie und Theologie, unter anderem Dogmatik und Apologetik bei Anton Berlage. Am 20. Dezember 1867 empfing Bautz die Priesterweihe. Nach der Promotion zum lic. theol. im Jahre 1874 war er bis zu seiner Habilitation 1877 als Studienpräfekt am Collegium Ludgerianum in Münster tätig. Danach hielt er als Privatdozent an der theologischen Fakultät in Münster Vorlesungen und wurde 1892 zum außerordentlichen Professor für Dogmatik und Apologetik ernannt, als Nachfolger seines Lehrers Berlage. In demselben Jahr promovierte ihn seine Fakultät zum Dr. theol. h. c. Bautz lehrte 36 Jahre an der Münsterschen Universität. Da er sich vorwiegend mit Eschatologie befasste, bekam er im Volksmund den Spitznamen „Höllen-Bautz“. Er starb am 19. März 1917 in Münster; sein Grab findet sich auf dem dortigen Zentralfriedhof.

## Schriften
- Die Lehre vom Auferstehungsleibe nach ihrer positiven und speculativen Seite dargestellt. 1877
- Der Himmel. Spekulativ dargestellt. 1881
- Die Hölle. Im Anschluß an die Scholastik dargestellt. 1882; 2. Auflage, 1905
Rezension zur 2. Ausgabe: Max Philipp Albert Kemmerich: Kultur-Kuriosa. 1. Band, Albert Langen, München 1910, S. 232–235 (Online-Version)
- Das Fegfeuer. Im Anschluß an die Scholastik, mit Bezugnahme auf Mystik und Ascetik dargestellt. 1883
- Weltgericht und Weltende. Im Anschluß an die Scholastik und die neuere Theologie dargestellt. 1886
- Grundzüge der christlichen Apologetik. 1887; 2. Auflage, 1896; 3. Auflage, 1906
- Grundzüge der katholischen Dogmatik. Vier Bände. 1888–1893; 2. Auflage, 1899–1903.